# Nagrada Dobriša Cesarić
Dani Dobriše Cesarića je hrvatska književna manifestacija. Održava se u Požegi.
Na ovim se danima dodjeljuje pjesnička nagrada Dobriša Cesarić za najbolji neobjavljeni pjesnički rukopis na hrvatskom jeziku u protekloj godini, koja nosi ime po poznatom hrvatskom pjesniku.
Nagradu dodjeljuju Grad Požega i Društvo hrvatskih književnika - ogranak slavonsko-baranjsko srijemski. Nagrada se sastoji od objavljivanja pjesničkog rukopisa, priznanja i novčanog iznosa od 15 000,00 kuna
Osim nagrade, na Danima se održava okrugli stol koji se bavi nekim od pisaca iz požeškog književnog kruga.
Održavaju se od 2003. godine.

## Dobitnici nagrada
- 2003.:
- 2004.:
- 2005.:
- 2006.:Ružica Cindori za rukopis "Grad, šuma, otok"
- 2007.:
- 2008.:
dobitnik: Tomica Bajsić za djelo Zrak ispod mora [3]
- 2009.:
dobitnik: Ivica Prtenjača za djelo Okrutnost[2]
okrugli stol: Ivica Messner[2]
- 2010.:
- 2011.:
dobitnik: Krešimir Bagić za djelo Trebalo bi srušiti zidove
za najbolji neobjavljeni pjesnički rukopis: Andrijana Kos-Lajtman Lunule[4][5]
okrugli stol: Požega, riječ, slika, glazba II[6]
- 2012.: 
povjerenstvo za dodjelu nagrada: Goran Rem (predsjednik), Mirko Ćurić, Ivan Trojan, Vesna Vlašić, Kristina Lešić
dobitnik:Ivan Golub za Suze i zvijezde
u najuži su krug ušli Stari hram Miroslava S. Mađera, zatim Tihomir Dunđerović, Vanda Mikšić, Ljerka Car i Tomislav Marijan Bilosnić
- 2013.: